# Portrait de Maria Trip
Le Portrait de Maria Trip est une peinture de Rembrandt réalisée vers 1639 et conservée au Rijksmuseum d'Amsterdam.

## Sujet

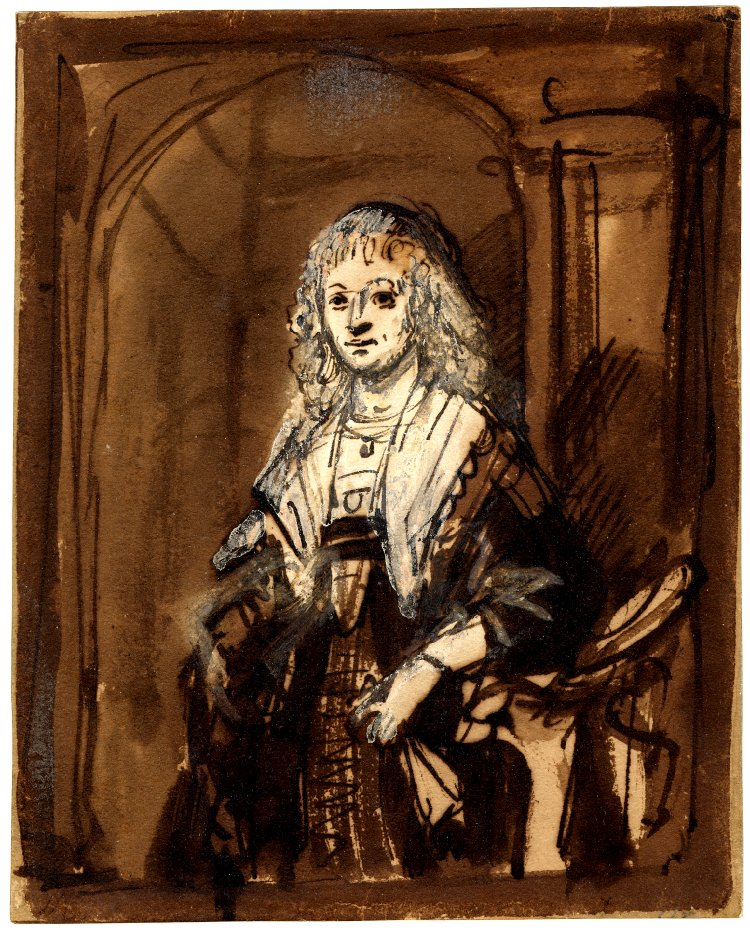
Rembrandt, Étude pour le portrait de Maria Trip vers 1639, plume et encre brune, lavis brun, rehauts de blanc sur papier,, Londres, British Museum.

L'œuvre représente probablement Maria Trip, sœur de Jacobus Trip et plus tard épouse de Balthasar Coymans. Elle était la fille d'Elias Trip (1570-1636) et d'Aletta Adriaensdr. (1570-1656). Cette identification est basée sur les informations de provenance de l'œuvre et a été réalisée sur la base des recherches d'Isabella Henriette van Eeghen (1913-1996).
Une étude préliminaire du portrait se trouve au British Museum. Comme cette étude montre une surface peinte beaucoup plus grande, les membres du Rembrandt Research Project pensent que le tableau a été raccourci de tous les côtés. Cependant, on ne sait pas quand cela s'est produit.

## Attribution et datation
L'œuvre est signée en bas à gauche Rembrandt f/1639. Toutefois, selon le Rembrandt Research Project, cette signature a été copiée d'une autre œuvre et n'est pas authentique. Il n'y a cependant aucun doute sur l'authenticité de l'œuvre elle-même.